# 弗朗西斯科·马丁内斯·德拉罗萨
弗朗西斯科·马丁内斯·德拉罗萨（Francisco Martínez de la Rosa，1787年3月10日—1862年2月7日)，西班牙政治人物，文学家。
弗朗西斯科·马丁内斯·德拉罗萨生于格拉纳达。1834年1月15日至1835年6月7日，出任西班牙首相，为西班牙第一任首相。
文学作品有戏剧《威尼斯的阴谋》（La Conjuracíon de Venecia），1834年4月23日发表。